# سنحان
سنحان قبيلة من قبائل مذحج العربية الكهلانية القحطانية ويتواجدون في محيط صنعاء وتهامة قحطان وراحة سنحان بمنطقة عسير وبلاد قحطان جنوب نجد. وتنسب قبائل سنحان إلى مذحج، وينتمي إليها الرئيس اليمني السابق علي عبد الله صالح.

## نسبهم
ذكر ابن الكلبي في كتابه «نسب معد واليمن الكبير» وولد يزيد بن حَرب بن عُلة: صُداء، بطن ضخم، ومُنبه، والحارث، والغلى، وسِنحان، وهِفان، وشِمْران، وتحالف هؤلاء الستة على ولد أخيهم صُداء، فسُموا جَنْب. ومنهم كان معاوية بن عمرو بن معاوية بن الحارث بت مُنبه بن يزيد بن حرب بن عُلَة، الذي تزوج بنت المهلهل بن ربيعة التغلبي بنجران ومهَرها أدَماً، فقال في ذلك أبوها:
سُموا جَنْب: حالفت جَنْب وهم الستة المذكورون بنو يزيد بن حرب بن عُلة بن جلد ابن مالك (مذحج)، بني عمهم سعد العشيرة ، وحالفت صُداء إخوتهم، بني الحارث بن كعب بن عمرو بن عُلة بن جَلْد ابن مالك (وهو مذحج). وسنحان هو اسم سبئي ويتكون من مقطعين سنح-ان (سنح الاسم، ان اداة التعريف باللغة السبئية) وتعني كلمة «سنح» اليُمنُ والبركة.

## أعلام
- علي محسن الأحمر
- علي عبد الله صالح